# Cyclopeltis favrellii
Cyclopeltis favrellii là một loài dương xỉ trong họ Lomariopsidaceae. Loài này được Kjellb. mô tả khoa học đầu tiên năm 1933.
Danh pháp khoa học của loài này chưa được làm sáng tỏ. 